# شهرستان الوها، میشیگان
شهرستان الوها، میشیگان (به انگلیسی: Aloha Township, Michigan) یک منطقهٔ مسکونی در ایالات متحده آمریکا است که در میشیگان واقع شده‌است.

## خصوصیات
شهرستان الوها ۸۳٫۶ کیلومترمربع مساحت و ۱٬۰۴۱ نفر جمعیت دارد و ۱۹۴ متر بالاتر از سطح دریا واقع شده‌است.